# Roland Wöller
Roland Wöller, né le 19 juillet 1970 à Duisbourg, est un homme politique allemand membre de l'Union chrétienne-démocrate d'Allemagne (CDU).
En 1999, il dirige brièvement le cabinet du ministre régional de l'Éducation du Land de Saxe, puis est élu député régional au Landtag. Il entre au gouvernement huit ans plus tard, au poste de ministre de l'Environnement et de l'Agriculture de la grande coalition de Georg Milbradt. Lorsque Stanislaw Tillich devient ministre-président en 2008, il est nommé ministre régional de l'Éducation. Il quitte le gouvernement en 2012.

## Éléments personnels

### Formation
Après avoir passé son Abitur en 1990 à Heilbronn, il suit une formation professionnelle de banquier auprès de la Dresdner Bank, puis effectue des études supérieures de sciences économiques et commerciales, qu'il commence à l'université technique de Berlin et achève à l'université technique de Dresde.
En 2002, il reçoit son doctorat de sciences économiques et commerciales de l'université de Dresde.

### Carrière
À l'issue de sa formation bancaire, en 1992, il travaille, au sein de la Dresdner Bank et se voit affecté à Freiberg, puis Görlitz, et enfin Tokyo. Il quitte la banque en 1996, un an après avoir été recruté pour un poste d'assistant parlementaire au Landtag de Saxe. Il conserve cet emploi jusqu'en février 1999, quand il devient chef de cabinet de Matthias Rößler, ministre régional de l'Éducation. Il démissionne dès le mois d'octobre.
Il est engagé en 2003 comme maître de conférences à l'école supérieure de technologie et d'économie de Dresde, et accède trois ans plus tard au statut de professeur, enseignant les sciences économiques.

### Vie privée
Marié avec Corinna Franke-Wöller, il vit à Freital et est de confession protestante.

## Activité politique

### Vie militante
Il adhère à la Junge Union (JU), mouvement de jeunesse de la CDU/CSU, en 1987, et à l'Union chrétienne-démocrate d'Allemagne (CDU) l'année suivante. Il est élu président de la JU de Saxe en 1995, un mandat auquel il renonce en 1999. Cette même année, il entre au comité directeur régional de la CDU, et prend la présidence de la fédération du parti dans l'arrondissement de Weisseritz. En prévision de la disparition de cet arrondissement dans le cadre de la réforme territoriale de 2008, il devient président de la CDU dans le futur arrondissement de Suisse-Saxonne-Monts-Métallifères-de-l'Est à la fin de l'année 2007.

### Carrière institutionnelle
Le 19 septembre 1999, il est élu député au Landtag de Saxe, et est choisi comme président du groupe de travail sur la science, l'enseignement supérieur, la culture et les médias du groupe parlementaire de la CDU. Réélu en 2004, il est nommé ministre régional de l'Environnement et de l'Agriculture le 30 septembre 2007 dans la grande coalition dirigée par Georg Milbradt. Lorsque ce dernier, victime du scandale de la banque publique Sachsen LB, est contraint de démissionner et cède sa place au ministre des Finances, Stanislaw Tillich, Roland Wöller devient ministre régional de l'Éducation et des Sports de Saxe. Il est reconduit le 30 septembre 2009 dans la coalition noire-jaune formée après les élections régionales du 30 août.
Il démissionne du gouvernement le 20 mars 2012.